# Ilha do Pescado

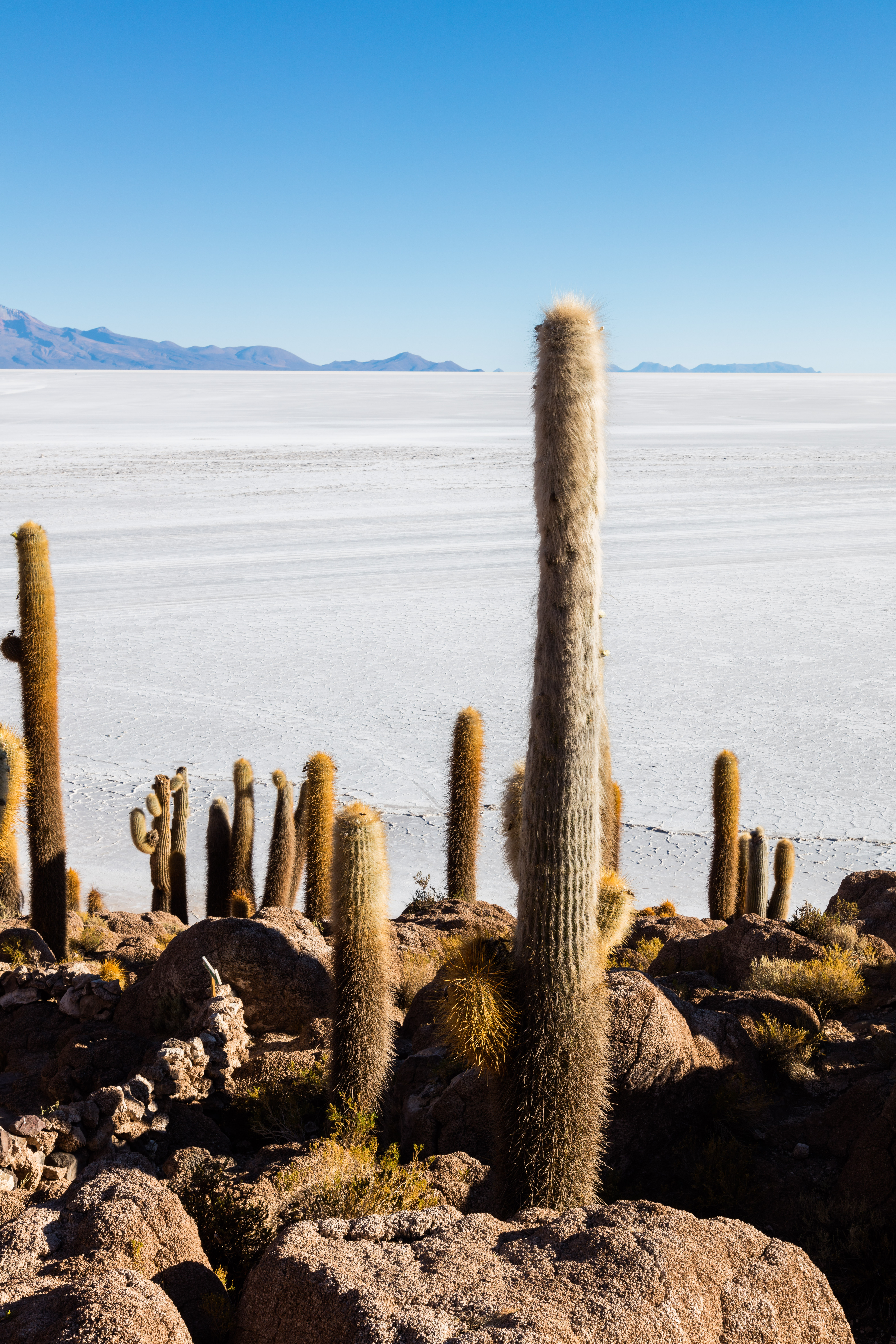
Ilha do Pescado, Bolívia

A Ilha do Pescado é uma das 33 “ilhas” do Salar de Uyuni (sendo uma das 10 ilhas “abertas à visitação” deste Salar), que é o maior deserto de sal do mundo, e que fica localizado no Departamento de Potosí e no Departamento de Oruro, no sudoeste da Bolívia.
É considerado uma ilha por constituir-se numa pequena elevação de terra, cercada de sal por todos os lados.
Em pleno salar, é um dos poucos pontos com alta concentração de seres vivos. Entre estes, destacam-se cactos com até dez metros de altura, com mais de 600 anos de idade.